# Loisy-en-Brie
Loisy-en-Brie – miejscowość i gmina we Francji, w regionie Grand Est, w departamencie Marna.
Według danych na rok 2017 gminę zamieszkiwało 200 osób, a gęstość zaludnienia wynosiła 13 osób/km².